# حمام نبایل
حمام نبایل (به عربی: حمام النبایل) یک شهرداری در الجزایر است که در استان قالمه واقع شده‌است. حمام نبایل ۱۵٬۸۵۴ نفر جمعیت دارد.